# Daphne Hasenjager-Robb
Daphne Hasenjager-Robb (Sudáfrica, 2 de julio de 1929) fue una atleta sudafricana, especializada en la prueba de 100 m en la que llegó a ser subcampeona olímpica en 1952.

## Carrera deportiva
En los JJ. OO. de Helsinki 1952 ganó la medalla de plata en los 100 metros lisos, con un tiempo de 11.8 segundos, llegando a meta tras la australiana Marjorie Jackson (oro) y por delante de otra australiana Shirley Strickland de la Hunty (bronce con 11.9 segundos).